# جی برد (بازیکن فوتبال)
جی برد (انگلیسی: Jay Bird؛ زادهٔ ۶ مهٔ ۲۰۰۱) بازیکن فوتبال است.